# Fed Cup 1995
La Fed Cup 1995 è stata la 33ª edizione del più importante torneo tennistico per nazionali femminili. Hanno partecipato alla competizione 87 nazionali. La finale si è giocata dal 25 al 26 novembre al Valencia Tennis Club di Valencia in Spagna ed è stata vinta dalla Spagna che ha battuto gli Stati Uniti.

## World Group I
| Squadre partecipanti | Squadre partecipanti | Squadre partecipanti | Squadre partecipanti |
| Austria              | Bulgaria             | Francia              | Germania             |
| Giappone             | Sudafrica            | Spagna               | Stati Uniti          |
| -------------------- | -------------------- | -------------------- | -------------------- |

### Tabellone
|  | Quarti di finale | Quarti di finale | Quarti di finale |             |         | Semifinali | Semifinali | Semifinali |  |  | Finale | Finale | Finale |  |
|  |                  |                  |                  |             |         |            |            |            |  |  |        |        |        |  |
|  |                  | Bulgaria         | 2                |             |         |            |            |            |  |  |        |        |        |  |
|  |                  | Bulgaria         | 2                |             |         |            |            |            |  |  |        |        |        |  |
|  | 1                | Spagna           | 3                |             |         |            |            |            |  |  |        |        |        |  |
|  | 1                | Spagna           | 3                |             | Spagna  | Spagna     | 3          |            |  |  |        |        |        |  |
|  |                  |                  |                  |             | Spagna  | Spagna     | 3          |            |  |  |        |        |        |  |
|  |                  |                  | Germania         | Germania    | 2       |            |            |            |  |  |        |        |        |  |
|  | 4                | Germania         | Germania         | Germania    | 2       | 4          |            |            |  |  |        |        |        |  |
|  | 4                | Germania         |                  |             |         |            |            |            |  |  |        |        |        |  |
|  |                  | Giappone         | 1                |             |         |            |            |            |  |  |        |        |        |  |
|  |                  | Giappone         | 1                | Spagna      | Spagna  | 3          |            |            |  |  |        |        |        |  |
|  |                  |                  |                  |             |         |            |            |            |  |  |        |        |        |  |
|  |                  |                  | Stati Uniti      | Stati Uniti | 2       |            |            |            |  |  |        |        |        |  |
|  | 3                | Francia          | Stati Uniti      | Stati Uniti | 2       | 3          |            |            |  |  |        |        |        |  |
|  | 3                | Francia          |                  |             |         |            |            |            |  |  |        |        |        |  |
|  |                  | Sudafrica        | 2                |             |         |            |            |            |  |  |        |        |        |  |
|  |                  | Sudafrica        | 2                | Francia     | Francia | 2          |            |            |  |  |        |        |        |  |
|  |                  |                  |                  | Francia     | Francia | 2          |            |            |  |  |        |        |        |  |
|  |                  |                  | Stati Uniti      | Stati Uniti | 3       |            |            |            |  |  |        |        |        |  |
|  | 2                | Stati Uniti      | Stati Uniti      | Stati Uniti | 3       | 5          |            |            |  |  |        |        |        |  |
|  | 2                | Stati Uniti      |                  |             |         |            |            |            |  |  |        |        |        |  |
|  |                  | Austria          | 0                |             |         |            |            |            |  |  |        |        |        |  |

### Finale
| Spagna 3 | Valencia Tennis Club, Valencia, Spagna 25-26 novembre 1995 Terra Rossa | Valencia Tennis Club, Valencia, Spagna 25-26 novembre 1995 Terra Rossa                    | Stati Uniti 2 |      |     |  |
| \| \| \| \| 1 \| 2 \| 3 \| \| \| - \| \| ----------------------------------------------------------------------------------------- \| --- \| ---- \| --- \| \| \| 1 \| \| Conchita Martínez Chanda Rubin \| 7 5 \| 7 63 \| \| \| \| 2 \| \| Arantxa Sánchez Vicario Mary Joe Fernández \| 6 3 \| 6 2 \| \| \| \| 3 \| \| Conchita Martínez Mary Joe Fernández \| 6 3 \| 6 4 \| \| \| \| 4 \| \| Arantxa Sánchez Vicario Chanda Rubin \| 6 1 \| 4 6 \| 4 6 \| \| \| 5 \| \| Virginia Ruano Pascual / María Antonia Sánchez Lorenzo Lindsay Davenport / Gigi Fernández \| 3 6 \| 63 7 \| \| \| |                                                                        |                                                                                           |               |      |     |  |
| |                                                                        |                                                                                           | 1             | 2    | 3   |  |
| 1 | Spagna (bandiera) · Stati Uniti (bandiera)                             | Conchita Martínez Chanda Rubin                                                            | 7 5           | 7 63 |     |  |
| 2 | Spagna (bandiera) · Stati Uniti (bandiera)                             | Arantxa Sánchez Vicario Mary Joe Fernández                                                | 6 3           | 6 2  |     |  |
| 3 | Spagna (bandiera) · Stati Uniti (bandiera)                             | Conchita Martínez Mary Joe Fernández                                                      | 6 3           | 6 4  |     |  |
| 4 | Spagna (bandiera) · Stati Uniti (bandiera)                             | Arantxa Sánchez Vicario Chanda Rubin                                                      | 6 1           | 4 6  | 4 6 |  |
| 5 | Spagna (bandiera) · Stati Uniti (bandiera)                             | Virginia Ruano Pascual / María Antonia Sánchez Lorenzo Lindsay Davenport / Gigi Fernández | 3 6           | 63 7 |     |  |

## World Group I Play-offs
Date: 22-23 luglio
| Località (superficie)                    | Squadra Ospitante | Punteggio | Squadra Ospite |
| ---------------------------------------- | ----------------- | --------- | -------------- |
| Gifu, Giappone (Sintetico indoor)        | Giappone          | 5-0       | Canada         |
| Noordwijk, Paesi Bassi (Sintetico)       | Paesi Bassi       | 1-4       | Austria        |
| San Miguel de Tucumán, Argentina (Terra) | Argentina         | 5-0       | Australia      |
| Bloemfontein, Sudafrica (Cemento)        | Sudafrica         | 5-0       | Bulgaria       |

- Argentina promossa al World Group I della Fed Cup 1996.
- Austria, Giappone e Sudafrica rimangono nel World Group I della Fed Cup 1996.
- Australia, Canada e Paesi Bassi rimangono nel World Group II della Fed Cup 1996.
- Bulgaria retrocessa al World Group II della Fed Cup 1996.

## World Group II
Data: 22-23 aprile
| Località (superficie)               | Squadra Ospitante | Punteggio | Squadra Ospite |
| ----------------------------------- | ----------------- | --------- | -------------- |
| Giacarta, Indonesia (Cemento)       | Indonesia         | 2-3       | Argentina      |
| Perth, Australia (erba)             | Australia         | 3-2       | Slovacchia     |
| Ancona, Italia (Terra)              | Italia            | 2-3       | Canada         |
| Västerås, Svezia (Sintetico indoor) | Svezia            | 0-5       | Paesi Bassi    |

- Argentina, Australia, Canada e Paesi Bassi avanzano World Group I Play-offs.
- Indonesia, Slovacchia, Italia e Svezia giocano World Group II Play-offs.

## World Group II Play-offs
Data: 22-23 luglio
| Località (superficie)                     | Squadra Ospitante | Punteggio | Squadra Ospite |
| ----------------------------------------- | ----------------- | --------- | -------------- |
| Praga, Repubblica Ceca (Sintetico indoor) | Rep. Ceca         | 4-1       | Svezia         |
| Ostenda, Belgio (Terra)                   | Belgio            | 3-2       | Corea del Sud  |
| Salerno, Italia (Terra)                   | Italia            | 2-3       | Indonesia      |
| Asunción, Paraguay (Terra)                | Paraguay          | 0-5       | Slovacchia     |

- Belgio e Repubblica Ceca promosse al World Group II della Fed Cup 1996.
- Indonesia e Slovacchia rimangono in World Group II della Fed Cup 1996.
- Paraguay (AM) e Corea del Sud (AO) rimangono nel Gruppo I Zonale della Fed Cup 1996.
- Italia (EPA) e Svezia (EPA) retrocesse al Gruppo I Zonale della Fed Cup 1996.

## Zona Americana

### Gruppo I
Squadre partecipanti
- Brasile
- Cile
- Colombia
- Cuba — retrocessa nel Gruppo II della Fed Cup 1996
- Messico
- Paraguay — promossa al World Group II Play-offs
- Perù — retrocessa nel Gruppo II della Fed Cup 1996
- Venezuela

### Gruppo II
Squadre partecipanti
- Bahamas
- Barbados
- Bolivia
- Costa Rica
- Rep. Dominicana
- Ecuador
- El Salvador
- Guatemala
- Giamaica
- Porto Rico — promossa al Gruppo I della Fed Cup 1996
- Trinidad e Tobago
- Uruguay — promossa al Gruppo I della Fed Cup 1996

## Zona Asia/Oceania

### Gruppo I
Squadre partecipanti
- Cina
- Taipei cinese — retrocessa nel Gruppo II della Fed Cup 1996
- Hong Kong
- Kazakistan
- Nuova Zelanda — retrocessa nel Gruppo II della Fed Cup 1996
- Filippine
- Corea del Sud — promossa al World Group II Play-offs
- Thailandia

### Gruppo II
Squadre partecipanti
- India — promossa al Gruppo I della Fed Cup 1996
- Malaysia — promossa al Gruppo I della Fed Cup 1996
- Oceania Pacifica
- Singapore
- Sri Lanka
- Siria
- Uzbekistan

## Zona Europea/Africana

### Gruppo I
Squadre partecipanti
- Bielorussia
- Belgio — promossa al World Group II Play-offs
- Croazia
- Rep. Ceca — promossa al World Group II Play-offs
- Finlandia — retrocessa nel Gruppo II della Fed Cup 1996
- Georgia
- Regno Unito
- Ungheria
- Israele — retrocessa nel Gruppo II della Fed Cup 1996
- Lettonia
- Polonia — retrocessa nel Gruppo II della Fed Cup 1996
- Romania
- Russia
- Slovenia
- Svizzera
- Ucraina — retrocessa nel Gruppo II della Fed Cup 1996

### Gruppo II
Squadre partecipanti
- Botswana
- Cipro
- Danimarca
- Egitto
- Estonia
- Grecia — promossa al Gruppo I della Fed Cup 1996
- Irlanda
- Kenya
- Lituania
- Lussemburgo
- Macedonia
- Malta
- Marocco
- Norvegia — promossa al Gruppo I della Fed Cup 1996
- Portogallo — promossa al Gruppo I della Fed Cup 1996
- Senegal
- Tunisia
- Turchia
- Jugoslavia — promossa al Gruppo I della Fed Cup 1996
- Zimbabwe